# Iapu
Iapu là một đô thị thuộc bang Minas Gerais, Brasil. Đô thị này có diện tích 337,389 km², dân số năm 2007 là 10851 người, mật độ 28,2 người/km².